# Hippocentrodes striatipennis
Hippocentrodes striatipennis är en tvåvingeart som först beskrevs av Enrico Adelelmo Brunetti 1912.  Hippocentrodes striatipennis ingår i släktet Hippocentrodes och familjen bromsar. Inga underarter finns listade i Catalogue of Life.